# Hahn (Engelskirchen)
Hahn ist ein Ortsteil der Gemeinde Engelskirchen im Oberbergischen Kreis in Nordrhein-Westfalen in Deutschland.

## Lage und Beschreibung
Der Ort liegt südlich der Agger und rund sechs Kilometer von Engelskirchen entfernt.

## Geschichte

### Erstnennung
1492 wurde der Ort das erste Mal urkundlich erwähnt und zwar „Kämmereirechnung für den Fronhof Lindlar.“
Schreibweise der Erstnennung: Haen